# Krimulda (novads)
Krimulda (łot.: Krimuldas novads) – jeden z łotewskich novadsów, funkcjonujący w latach 2009–2021.

## Historia
Novads powstało na terenach należących przed 2009 do rejonów: Limbaži oraz Ryga.
W skład novadsu wchodziły dwa pagastsy: Krimulda i Lēdurga. Jego stolicą została wieś Ragana.
Zlikwidowany w ramach reformy administracyjnej 30 czerwca 2021. Wszedł w całości w skład nowego novadsu Sigulda.